# Paulusbrug
De Paulusbrug is een rijksmonumentale boogbrug in het centrum van de Nederlandse stad Utrecht. De brug overspant de Nieuwegracht en heeft een enkelvoudige overspanning. Aan de brug grenzen werven, een stenen werftrap en werfkelders. Op de Paulusbrug lopen de Hamburgerstraat en Herenstraat aan.
De Paulusbrug is een van de oudste bruggen over deze eind-14e-eeuwse gracht. Hij dankt zijn naam aan de nabijgelegen Paulusabdij, die op zijn beurt weer vernoemd was naar de apostel Paulus. Beeldhouwer Kees Groeneveld heeft de lantaarnconsole ter hoogte van de Nieuwegracht 25 vervaardigd waarin Paulus wordt uitgebeeld.

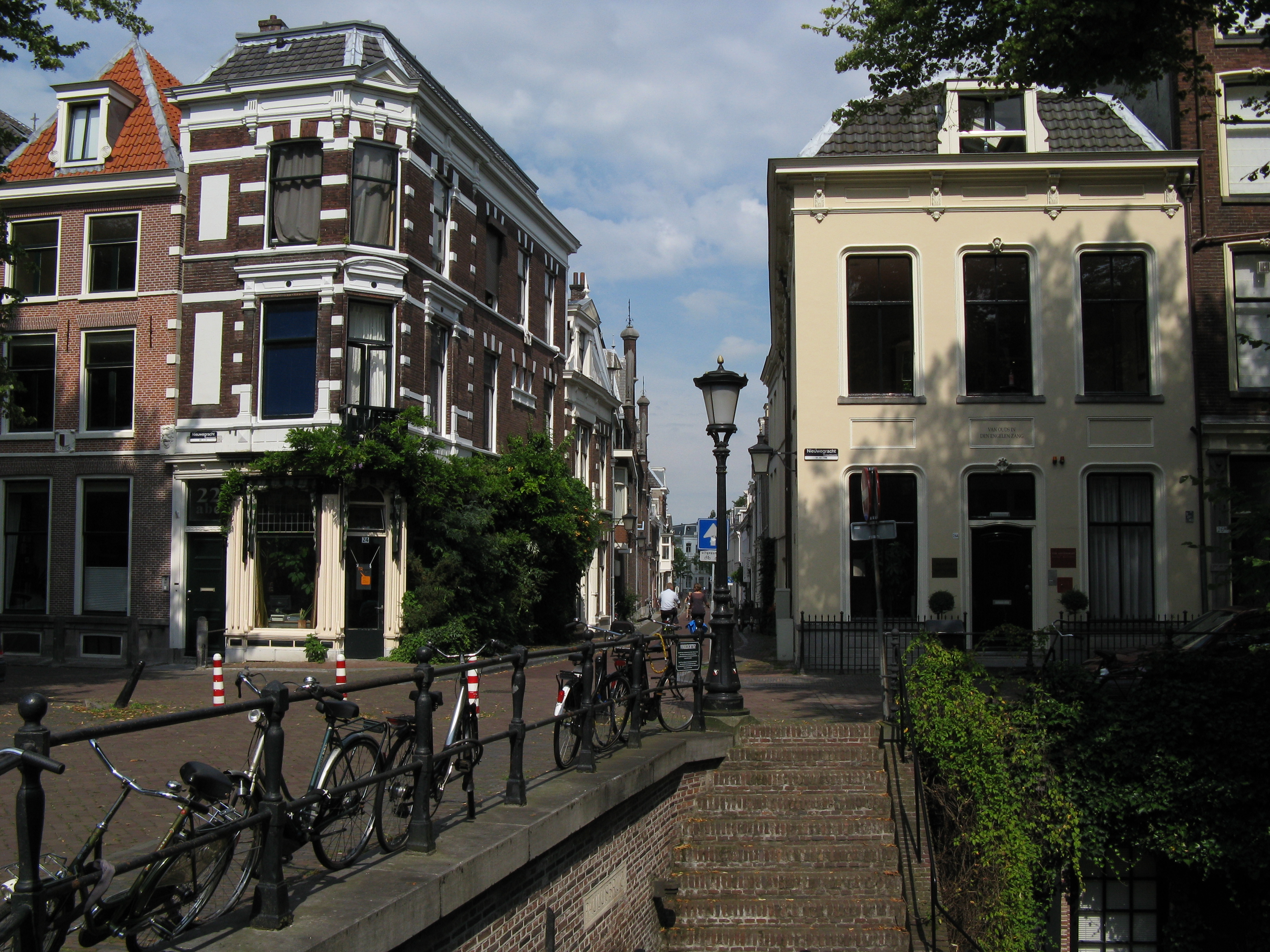
Gezicht ter hoogte van de Paulusbrug op twee hoekpanden aan de Nieuwegracht met doorkijk in de Herenstraat.